# Opius chromatomyiae
Opius chromatomyiae är en stekelart som beskrevs av Sergey A. Belokobylskij och Robert A.Wharton 2004. Opius chromatomyiae ingår i släktet Opius och familjen bracksteklar. Inga underarter finns listade i Catalogue of Life.